# 莫里茨·日格蒙德

莫里茨·日格蒙德（匈牙利語：Móricz Zsigmond，1879年6月29日—1942年9月4日），匈牙利诗人，其散文多描写小村镇的事物，曾为文学期刊《西方》（Nyugat）的编辑。布达佩斯建有莫里兹·日格蒙德圆环作为纪念。